# آنا ماريا رودريغيز
آنا ماريا رودريغيز (بالإسبانية: Ana María Rodríguez) هي أحيائية وكاتِبة وكاتبة للأطفال أرجنتينية، ولدت في 27 فبراير 1958.

## وصلات خارجية
- الموقع الرسمي